# OR10G3
OR10G3 (англ. Olfactory receptor family 10 subfamily G member 3) – білок, який кодується однойменним геном, розташованим у людей на короткому плечі 14-ї хромосоми. Довжина поліпептидного ланцюга білка становить 313 амінокислот, а молекулярна маса — 35 055.
| 10         |  | 20         |  | 30         |  | 40         |  | 50         |
| ---------- |  | ---------- |  | ---------- |  | ---------- |  | ---------- |
| MERINSTLLT |  | AFILTGIPYP |  | LRLRTLFFVF |  | FFLIYILTQL |  | GNLLILITVW |
| ADPRLHARPM |  | YIFLGVLSVI |  | DMSISSIIVP |  | RLMMNFTLGV |  | KPIPFGGCVA |
| QLYFYHFLGS |  | TQCFLYTLMA |  | YDRYLAICQP |  | LRYPVLMTAK |  | LSALLVAGAW |
| MAGSIHGALQ |  | AILTFRLPYC |  | GPNQVDYFFC |  | DIPAVLRLAC |  | ADTTVNELVT |
| FVDIGVVVAS |  | CFSLILLSYI |  | QIIQAILRIH |  | TADGRRRAFS |  | TCGAHVTVVT |
| VYYVPCAFIY |  | LRPETNSPLD |  | GAAALVPTAI |  | TPFLNPLIYT |  | LRNQEVKLAL |
| KRMLRSPRTP |  | SEV        |  |            |  |            |  |            |

A: Аланін

C: Цистеїн

D: Аспарагінова кислота

E: Глутамінова кислота

F: Фенілаланін

G: Гліцин

H: Гістидин

I: Ізолейцин

K: Лізин

L: Лейцин

M: Метіонін

N: Аспарагін

P: Пролін

Q: Глутамін

R: Аргінін

S: Серин

T: Треонін

V: Валін

W: Триптофан

Кодований геном білок за функціями належить до рецепторів, g-білокспряжених рецепторів, білків внутрішньоклітинного сигналінгу. 
Локалізований у клітинній мембрані, мембрані.